# Pyrota perversa
Pyrota perversa är en skalbaggsart som beskrevs av Dillon 1952. Pyrota perversa ingår i släktet Pyrota och familjen oljebaggar. Inga underarter finns listade i Catalogue of Life.